# Neolucanus insularis
Neolucanus insularis là một loài bọ cánh cứng trong họ Lucanidae. Loài này được Miwa mô tả khoa học năm 1929.